# Sven Loll
Sven Loll (4 de abril de 1964) es un deportista de la RDA que compitió en judo.
Participó en los Juegos Olímpicos de Seúl 1988, obteniendo una medalla de plata en la categoría de –71 kg. Ganó dos medallas en el Campeonato Europeo de Judo en los años 1987 y 1988.

## Palmarés internacional
| Juegos Olímpicos   | Juegos Olímpicos     | Juegos Olímpicos  | Juegos Olímpicos |
| Año                | Lugar                | Medalla           | Categoría        |
| ------------------ | -------------------- | ----------------- | ---------------- |
| 1988               | Seúl (Corea del Sur) | Medalla de plata  | –71 kg           |
| Campeonato Europeo |                      |                   |                  |
| Año                | Lugar                | Medalla           | Categoría        |
| 1987               | París (Francia)      | Medalla de bronce | –71 kg           |
| 1988               | Pamplona (España)    | Medalla de plata  | –71 kg           |